# Чичков, Борис Николаевич
Борис Николаевич Чичков (р. 02.07.1955) — российский учёный, специалист по нанотехнологиям, кандидат физико-математических наук.
Окончил МФТИ (годы учёбы 1972—1978), аспирантуру МФТИ и ФИАН (1981).
С 1981 г. научный сотрудник ФИАН.
Кандидат физико-математических наук (1981).
В настоящее время:
- старший научный сотрудник Сектора теоретической радиофизики ФИАН
- ведущий учёный Лаборатории лазерной инженерии Института проблем лазерных и информационных технологий Российской академии наук.
- заведующий лабораторией нанопроизводства, руководитель Отдела нанотехнологий в Лазерном центре Ганновера (Германия) (с 2004),
- профессор Ганноверского университета (Германия) (с 2009).
- Руководитель лаборатории нанопроизводства СПбПУ.